# Lista de bibliotecas no mundo antigo
As grandes bibliotecas do mundo antigo serviam como arquivos para impérios, santuários para escritos sagrados e depósitos de literatura e crônicas.

## Antigo Oriente Próximo
- Arquivo Bogazköy (1900–1190 a.C.; em Hatusa, atual Boğazkale)

Este arquivo constituiu a maior coleção de textos hititas descobertos com aproximadamente 30 000 tabuletas com escrita cuneiforme. Os comprimidos também foram classificados de acordo com um sistema preciso.
- Biblioteca de Ashurbanipal (fundada em 668–627 a.C. em Nínive, perto da moderna Mossul, Iraque)

Há muito considerada a primeira biblioteca sistematicamente coletada, foi redescoberta no século XIX. Embora a biblioteca tenha sido destruída, muitos fragmentos das antigas tabuinhas cuneiformes sobreviveram e foram reconstruídos. Grandes porções da Epopeia de Gilgamés estavam entre as muitas descobertas.
- Nuzi (moderna Yorgan Tepe; 1 500 a.C.)

Este arquivo consistia em mais de 6 000 tabuletas escritas principalmente em cuneiforme babilônico, no entanto, algumas poucas foram compostas na língua indígena hurrita.
- Ugarite (moderna Ras Shamra; 1 200 a.C.)

Vários milhares de textos consistindo em arquivos diplomáticos, registros de censos, obras literárias e as primeiras bibliotecas privadas já recuperadas. Embora as tabuletas fossem escritas em vários idiomas diferentes, o aspecto mais importante da biblioteca eram os 1 400 textos escritos em uma língua até então desconhecida chamada ugarítico.
- Tell Leilan (nordeste da Síria; 1 900 a.C.) 

Este arquivo abrigava mais de mil tabuletas de argila.
- Mari (moderna Tell Hariri; 1 900 a.C.)

O arquivo continha aproximadamente 15 000 tabuletas que incluíam trabalhos sobre litígios, cartas, negociações estrangeiras, obras literárias e teológicas.
- Academia de Gondishapur; no oeste do Irã, estabelecida durante o Império Sassânida nos séculos III a VI.

A amplitude dessa instituição era enorme e incluía uma universidade, um hospital universitário e uma biblioteca com mais de 400 000 títulos. A academia era o epítome do Império Sassânida com seu corpo docente altamente proficiente nas convenções do zoroastrismo e persa antigo, bem como erudição indiana clássica.
- Sarouyeh

## Antiguidade Clássica
- Biblioteca de Alexandria (c. 285–145 a.C.)

Essa biblioteca fazia parte de uma instituição de pesquisa maior chamada Mouseion, dedicada às Musas, as nove deusas das artes durante o reinado de Ptolemeu II Filadelfo. A Biblioteca adquiriu rapidamente muitos rolos de papiro, possivelmente variando de 40 000 a 400 000 em seu auge. A biblioteca começou a declinar a partir de Ptolomeu VIII em 145 a.C., que nomeou um guarda do palácio como bibliotecário-chefe como um favor político. A Biblioteca, ou parte de sua coleção, pode ter sido queimada acidentalmente durante a Guerra Civil de César em 48 a.C., mas não está claro quanto foi realmente destruído.  Enquanto Plutarco relata que toda a biblioteca foi destruída, Dio Cassius diz que apenas os armazéns ao longo das docas contendo grande número de livros foram destruídos. Dados os numerosos relatos de uso da biblioteca no período romano, é provável, no entanto, que toda a biblioteca não tenha sido destruída. Casson conclui que a biblioteca provavelmente foi destruída por Aureliano em 270 d.C., durante a guerra de Palmira, quando toda a cidade foi destruída.
- Arquivo/biblioteca do Templo de Edfu (237–57 a.C.)

Esta biblioteca era uma extensão do próprio templo. As paredes desta câmara estão repletas de gravuras e legendas representando numerosos receptáculos cheios de manuscritos de papiro, bem como pergaminhos encadernados em couro.
- Biblioteca Real de Antioquia (221 a.C.–363 d.C.; moderna Antáquia)

A biblioteca foi encomendada no século III a.C. por Eufórion de Cálcis pelo soberano grego Antíoco III, o Grande. Euphorion era um acadêmico e também o bibliotecário-chefe.
- Biblioteca de Pérgamo (197–159 a.C.; moderna Bergama)

Os reis atálidas formaram a segunda melhor biblioteca helenística depois de Alexandria, fundada em emulação dos Ptolomeus. O pergaminho, um predecessor do velino e do papel, era amplamente usado na biblioteca e passou a ser conhecido como pergamum em homenagem à cidade. A biblioteca coletou mais de 200 000 volumes e a razão pela qual a biblioteca teve tanto sucesso foi por causa da hegemonia de Pérgamo, que era fornecedora de bolsas de estudo.

Fórum Romano
Consistia em bibliotecas separadas fundadas na época de Augusto perto do Fórum Romano que continham textos gregos e latinos, alojados separadamente, como era a prática convencional. Havia bibliotecas no Porticus Octaviae perto do Teatro de Marcelo, no Templo de Apolo Palatino e na Biblioteca Úlpia no Fórum de Trajano.
- Atrium Liberatatis

Biblioteca pública de Asínio Polião
- Vila dos Papiros, em Herculano, Itália

A única biblioteca conhecida por ter sobrevivido da antiguidade clássica. A grande coleção particular desta villa pode ter pertencido ao sogro de Júlio César, Lúcio Calpúrnio Pisão Cesonino, no século I a.C. Soterrado pela erupção do Monte Vesúvio que destruiu a cidade em 79 d.C., foi redescoberto em 1752, cerca de 1 800 pergaminhos carbonizados foram encontrados no último andar da villa. Usando técnicas modernas, como imagens multiespectrais, seções anteriormente ilegíveis ou invisíveis em pergaminhos que foram desenrolados agora estão sendo decifrados. É possível que mais pergaminhos tenham sido encontrados nos níveis mais baixos e não escavados da vila.
- Biblioteca de Cós (100 d.C.)

A biblioteca era uma biblioteca pública local situada na ilha de Kos e conhecida como uma encruzilhada para a academia e as faculdades filosóficas. Um registro de indivíduos que supostamente foram os responsáveis pelo estabelecimento da biblioteca é reconhecido em uma inscrição próxima ao monumento.

- Biblioteca dos Pântanos (Atenas; 100 d.C.)

Dedicada a Atena e ao imperador romano Trajano, a biblioteca estava ligada à Ágora em Atenas. Titus Flavius Pantainos mandou construí-lo, e ele, junto com seus filhos, também o dedicou aos cidadãos de Atenas. Embora a data exata de sua dedicação não seja clara, acredita-se que tenha sido dedicada entre 98 d.C. e 102 d.C. Há especulações de que a biblioteca pode ter sido construída pelo pai de Pantainos. Sendo uma biblioteca do período romano, o design é pouco convencional. Uma alcova espaçosa com um pátio adjacente cercado por três galerias formavam o arranjo da estrutura. Uma inscrição descoberta dita a etiqueta adequada da biblioteca: "Nenhum livro deve ser retirado porque fizemos um juramento. A biblioteca deve estar aberta da primeira hora até a sexta." em 267 d.C.
- Biblioteca de Rodes (100 d.C.)

A biblioteca na ilha de Rodes era um componente distinto da estrutura maior do ginásio. Um anexo escavado revelou uma seção de um catálogo análogo aos catálogos de bibliotecas modernas. O catálogo, que classificava os títulos por assunto, apresentava um inventário de autores em ordem consecutiva com seus trabalhos publicados. Também foi determinado que a biblioteca empregava um bibliotecário qualificado.
- Biblioteca de Adriano (132 d.C., em Atenas)

Foi criada pelo imperador romano Adriano no lado norte da Acrópole de Atenas. A biblioteca foi seriamente danificada pela invasão heruliana de 267 e reparada posteriormente. Durante a época bizantina, três igrejas foram construídas no local, cujos restos são preservados.
- Biblioteca de Celso (135 d.C.; em Éfeso)

Esta biblioteca fazia parte do triunvirato de bibliotecas no Mediterrâneo, que incluía a já mencionada Biblioteca de Pérgamo e a grande Biblioteca de Alexandria listada abaixo. A biblioteca era na verdade um túmulo e um santuário para o falecido Tibério Júlio Celso Polemeano, que deu nome à biblioteca. 12 000 volumes foram coletados nesta biblioteca que foram depositados em vários armários ao longo da parede.
- Tingade (250 d.C.; atualmente na Argélia)

A biblioteca foi um presente para o povo romano e a província de Tamugadi ou Timgad por Júlio Quintianus Flavius Rogatianus no terceiro século. A biblioteca continha um amplo salão arqueado que consistia em uma sala de leitura, sala de pilha e uma rotunda para palestras. A biblioteca era bastante grande medindo 25 metros de comprimento por 23 m de largura. Alcovas oblongas continham armários de madeira ao longo das paredes das quais os manuscritos eram mantidos. Além disso, há evidências de estantes independentes no centro, bem como uma mesa de leitura. Não há evidências de quantos livros a biblioteca guardava, embora se estimasse que ela poderia acomodar 3 000 pergaminhos.

- Biblioteca Teológica de Cesareia Marítima

Um estabelecimento do final do século III a.C., foi uma grande biblioteca cristã primitiva. Através de Orígenes de Alexandria e do erudito padre Pânfilo de Cesareia, a escola ganhou a reputação de ter a mais extensa biblioteca eclesiástica da época, contendo mais de 30 000 manuscritos: Gregório de Nazianzo, Basílio o Grande, Jerônimo e outros vieram estudar lá.

- Biblioteca Imperial de Constantinopla (c.  337-361 d.C. –473; em Constantinopla, moderna Istambul)

A biblioteca foi fundada por Constâncio II, filho de Constantino, o primeiro imperador cristão. Constâncio solicitou que os rolos de papiro fossem copiados em pergaminho ou pergaminho para serem preservados.  Algumas avaliações colocam a coleção em pouco mais de 100 000 volumes que incluíam rolos de papiro e códices encadernados em pergaminho, embora 120 000 volumes tenham sido destruídos em um incêndio em 473 d.C.

## China
- Biblioteca Imperial Hã

Catálogo preservado no capítulo Yiwenzhi do Livro de Hã. Na época do inventário continham 13 269 pergaminhos divididos em seis gêneros: escritura, filosofia, poesia, guerra, astrologia e medicina.
- Bibliotecas da Academia

As coleções particulares, principalmente na Dinastia Tang (século VI ao X), eram abertas a jovens que estudavam para o concurso público. Essas bibliotecas, os testes do serviço público e as avaliações objetivas faziam parte da meritocracia, ou sistema de promoção baseado no mérito na China antiga para o serviço público.
- Grutas de Mogao ou Caverna dos Mil Budas

A Caverna da Biblioteca continha 15 000 livros de papel e 1 100 pacotes de pergaminhos. Foi criada durante o século VIII e selada durante o século XI. Apenas voltou a ser aberta no início do século XX.